# La Trinité, Alpes-Maritimes
La Trinité (n.đ. 'Ba Ngôi') là một xã ở tỉnh Alpes-Maritimes, vùng Provence-Alpes-Côte d'Azur ở đông nam nước Pháp.